# Flugplatz Otočac

i7
i11
i13
Der Flugplatz Otočac (kroat. Zračna luka Otočac, ICAO-Code: LDRO) ist ein Sportflugplatz der kroatischen Stadt Otočac und liegt 4 km südöstlich von Otočac an der Landstraße 50. Er bietet eine Lande- und Unterstellmöglichkeit für Kleinflugzeuge.